# ديفيبروتيد
ديفيبروتيد (Defibrotide )، الذي يباع تحت الإسم التجاري ديفيتيليو(Defitelio )، هو دواء يستخدم لعلاج مرض الانسداد الوريدي في الكبد بعد عملية زرع نخاع العظم.  و يؤخذ عن طريق الحقن في الوريد. بالرغم من ذلك، لا يوجد دليل عالي الجودة لدعم استخدامه. 
تشمل الآثار الجانبية الشائعة لهذا العقار على: انخفاض ضغط الدم و الغثيان و النزيف أيضا.  كما و قد تشمل الآثار الجانبية الأخرى ردود الفعل التحسسية.  لا ينبغي استخدامه من قبل الأشخاص الذين يتناولون أدوية لتمييع الدم.  إنه عبارة عن مزيج من الأوليجونوكليوتيدات و يُعتقد أنه يعمل جزئيًا عن طريق تقليل تنشيط الخلايا البطانية. 
تمت الموافقة عليه لاستخدام طبيًا في أوروبا في عام 2013، وفي الولايات المتحدة في عام 2016، و في أستراليا في عام 2020.    في الولايات المتحدة، تبلغ تكلفة 25 جرعة من 200 ملغ حوالي 10000 دولار أمريكي. 